# Masopustní průvody s maskami na Hlinecku
Masopustní průvody s maskami na Hlinecku je folklórní tradice ve východních Čechách, roku 2010 zapsaná na seznam nehmotného světového kulturního dědictví UNESCO. Komise UNESCO při svém výběru zhodnotila, že v několika obcích v mikroregionu Hlinecko (Studnice, Vortová, Hamry a místní část Hlinska Blatno) se masopustní průvod zachoval v téměř autentické podobě. 

## Popis
Slavnosti, které měly zajistit dobrou úrodu, plodnost a přivítat jaro, vznikly snad ještě v předkřesťanské epoše. Masopustní průvod na Hlinecku má formu obchůzky po vsi. Ta má přísná pravidla, co do počtu masek i jejich pořadí v průvodu. Jako první musí jít maska kobyly, poslední vždy ras. Masky se dělí na černé a červené. Červené masky mohou obléknout pouze svobodní chlapci a musí jich být přesně šest. Mezi tyto masky patří strakatý, ženuška a čtyři turci. Za černé masky se převlékají ženatí muži. Jejich počet není pevně stanoven a jejich hlavním úkolem je kontakt s diváky. Náleží sem slaměný, kobyla, ras, kramář zvaný žid, kominík, medvěd a medvědář. Návštěvníci jsou bez výjimky potřeni sazemi. Průvod je v každém domě pohoštěn. Průvod je zakončen smrtí a následně zmrtvýchvstáním masky kobyly, což je rozšířený symbolický mýtus spojený s příchodem jara.

## Historie
Navzdory stáří rituálu, první písemná svědectví pocházejí až z poloviny 19. století, například z kronik obcí Holetín, Vortová a Ždírec, v současnosti uložených ve Státním okresním archivu v Chrudimi. Knižně tradici zachytil jako první Karel Václav Adámek v publikaci Lid na Hlinecku z roku 1900. Popsal podrobně průběh obchůzek, masky i říkání maškarádů, díky čemuž víme, že se rituál, minimálně od konce 19. století, prakticky nezměnil.

## Galerie

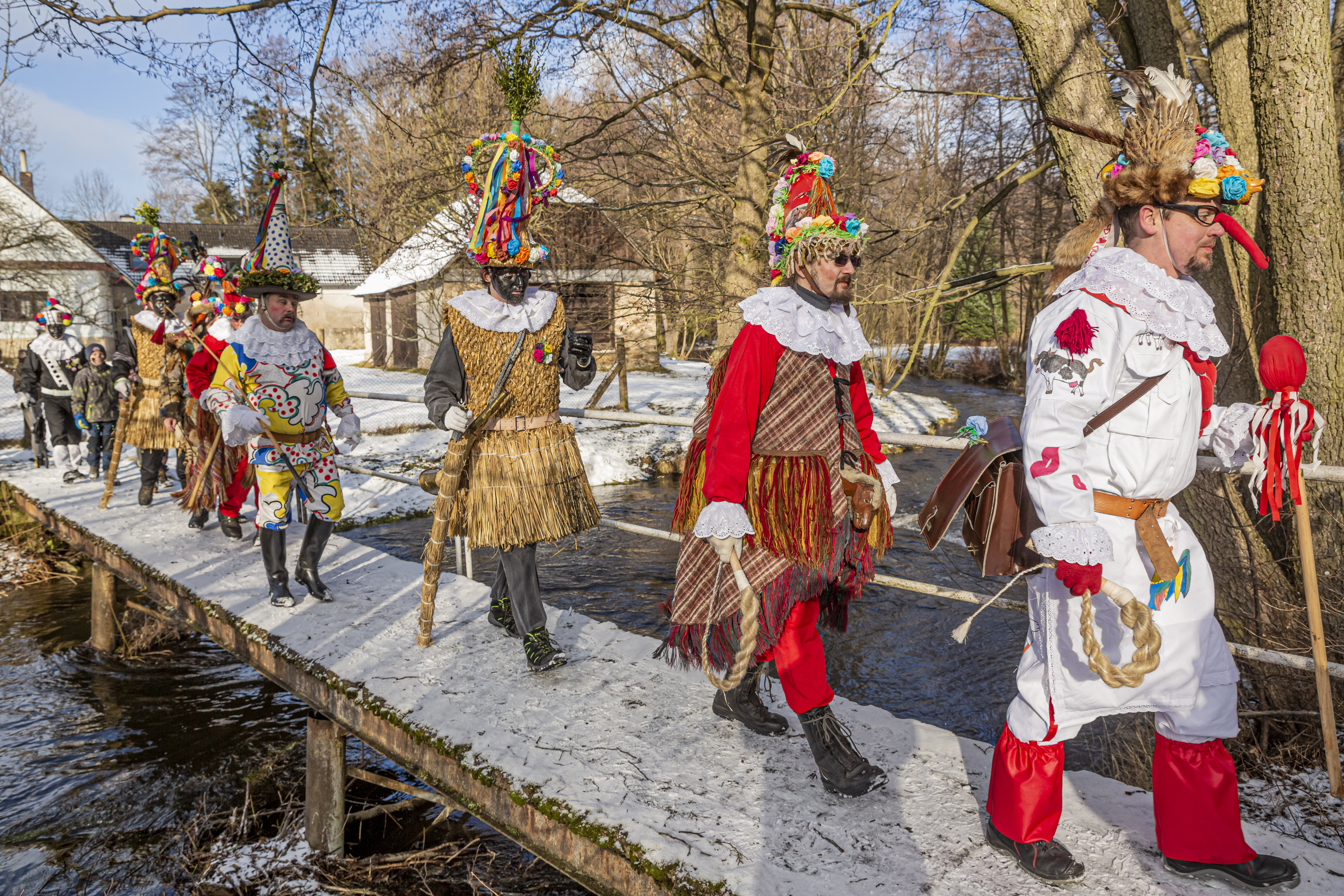
Masopust Hamry 2022
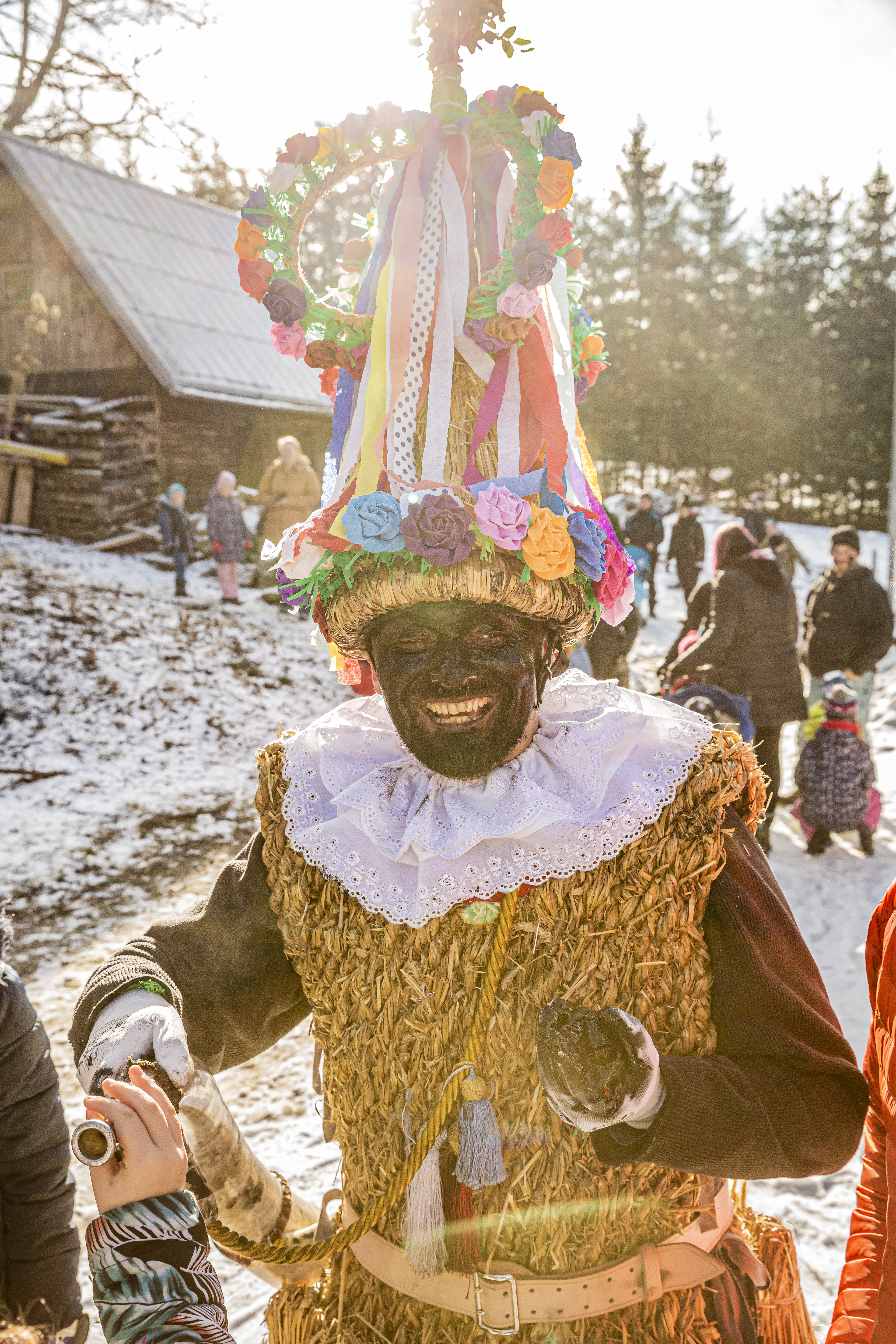
Masopust Hamry 2022
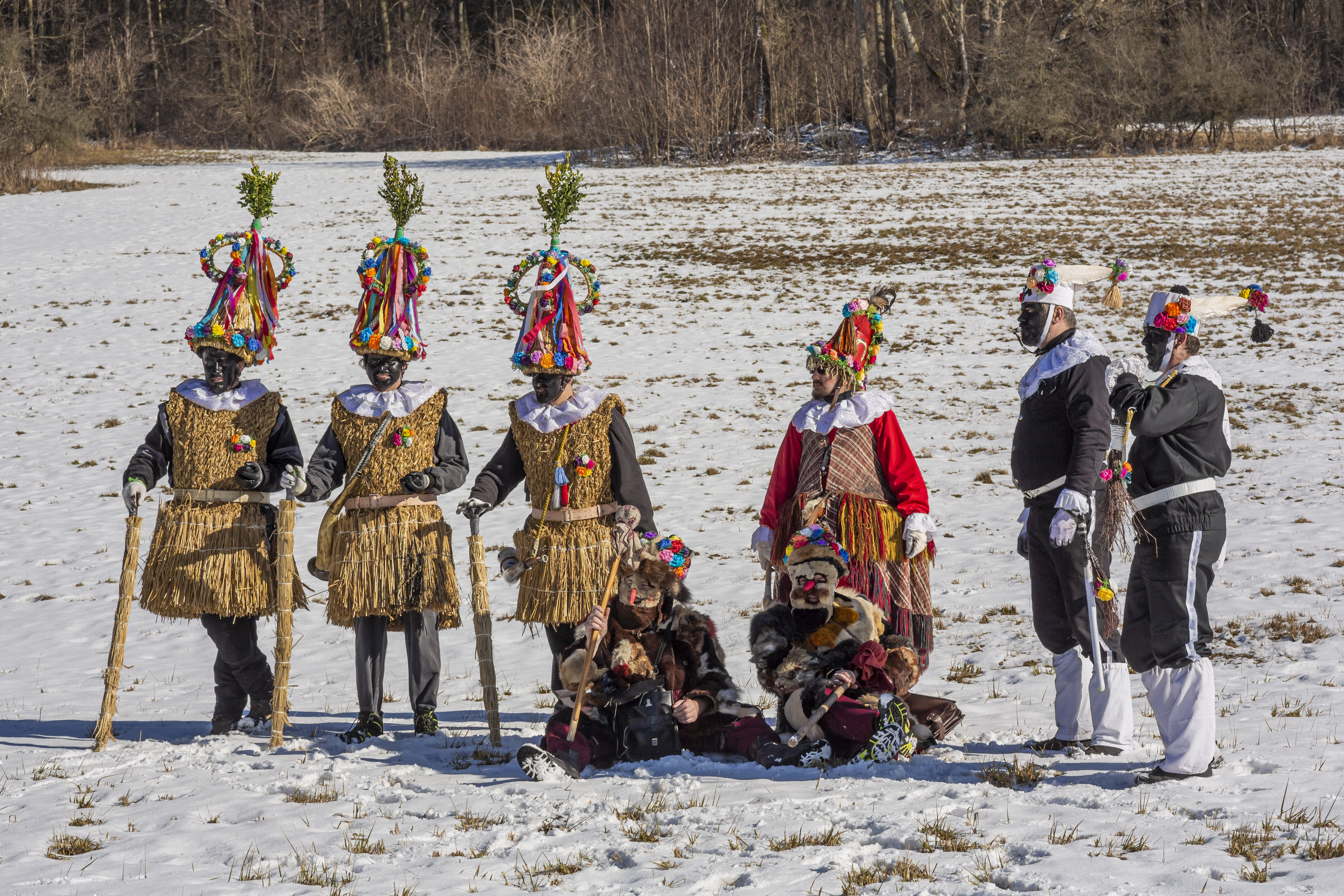
Masopust Hamry 2022
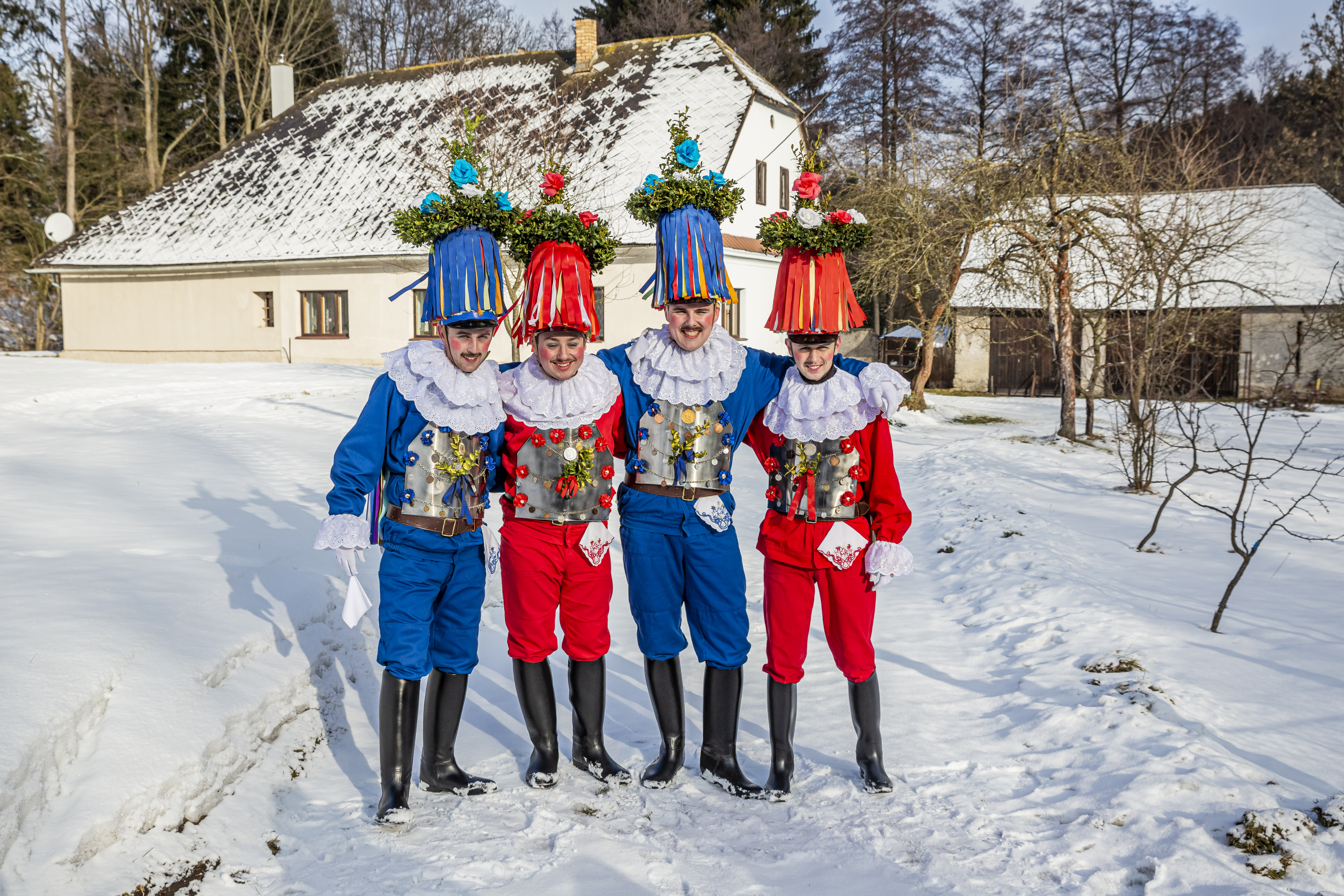
Masopust Hamry 2022
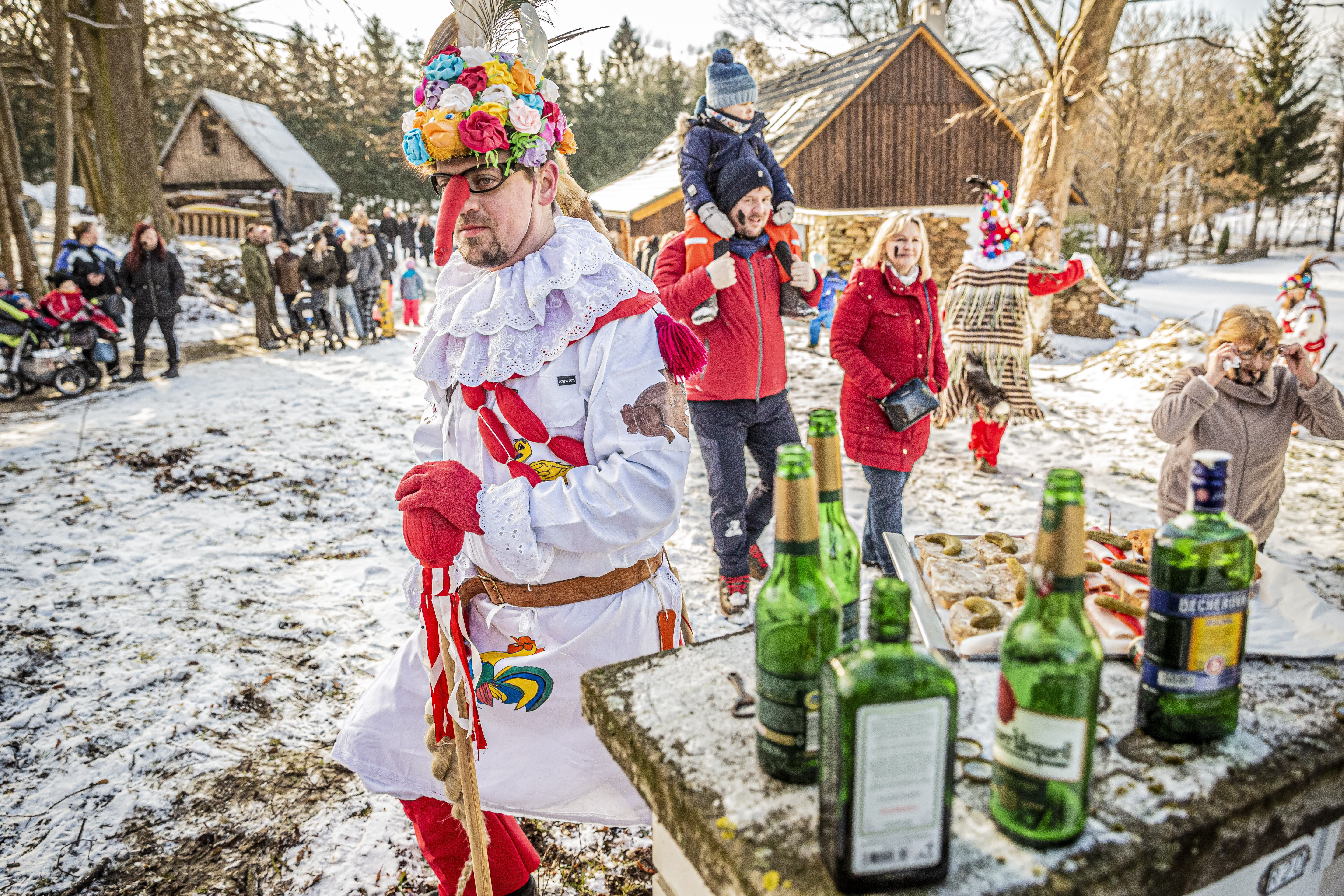
Masopust Hamry 2022